# Алабали-Радован, Рим
Рим Алабали-Радован (нем. Reem Alabali-Radovan, урождённая Алабали, араб. ريم العبلي‎; род. 1 мая 1990, Москва) — немецкий государственный деятель. Член Социал-демократической партии Германии (СДПГ). Федеральный министр экономического сотрудничества и развития Германии с 6 мая 2025 года. Депутат бундестага от Мекленбурга-Передней Померании с 2021 года.

## Биография
Рим Алабали родилась 1 мая 1990 года в Москве, столице СССР, в семье выходцев из Ирака, учившихся в СССР.
В Германию попала с семьёй в возрасте 6 лет, в 1996 году. Жила первое время в лагере для беженцев в земле Мекленбург-Передняя Померания.
Окончила гимназию Фридерицианум в Шверине, затем — Свободный университет Берлина, где изучала политологию.
В 2012–2014 годах работала в Германском институте Востока (DOI) в Берлине, затем в германском Объединении стран Ближнего и Среднего Востока (NUMOV) в Берлине.
С 2015 по 2018 год работала в Управлении внутренних дел земли Мекленбург-Передняя Померания. В 2018–2020 годах возглавляла Управление уполномоченного по интеграции земли Мекленбург-Передняя Померания. С 2020 по 2021 год занимала пост уполномоченного по вопросам интеграции в правительстве земли Мекленбург-Передняя Померания.
По итогам парламентских выборов 26 сентября 2021 года избрана депутатом бундестага XX созыва от СДПГ земли Мекленбург-Передняя Померания.
8 декабря 2021 года назначена государственным министром и федеральным уполномоченным по вопросам миграции, беженцев и интеграции в Ведомстве федерального канцлера Германии в коалиционном правительстве под руководством федерального канцлера Олафа Шольца (СДПГ). С 2022 года — также федеральный уполномоченный по борьбе с расизмом.
6 мая 2025 года назначена федеральным министром экономического сотрудничества и развития в коалиционном правительстве под руководством федерального канцлера Фридриха Мерца (ХДС). Сменила Свенью Шульце, которая занимала пост с 8 декабря 2021 года.

## Личная жизнь
Муж — боксёр Денис Радован (род. 12 октября 1992).